# Stoinovo, Tărgoviște
Stoinovo (în bulgară Стойново) este un sat în comuna Antonovo, regiunea Tărgoviște,  Bulgaria. 

## Demografie
Componența etnică a satului Stoinovo
     Turci (75%)
     Bulgari (25%)
     Nicio identificare (0%)
     Altele (0%)
La recensământul din 2011, populația satului Stoinovo era de 24 locuitori. Din punct de vedere etnic, majoritatea locuitorilor (75%) erau turci, cu o minoritate de bulgari (25%). Pentru 0% din locuitori nu este cunoscută apartenența etnică.